# Iglesia de Santa Ana (Vilna)
La iglesia de Santa Ana es un templo católico, ubicado en el centro histórico de la ciudad de Vilna (Lituania), declarado Patrimonio de la Humanidad por la Unesco, es uno de los monumentos más representativos de la ciudad. Construido entre 1495 y 1500, es un ejemplo relevante tanto del gótico flamígero como del gótico báltico.

## Historia
Lituania es de los países bálticos que tiene menos arquitectura gótica, debido a su tardía cristianización que tuvo lugar en 1386. La primera referencia a un templo situado en el lugar de la actual iglesia, data de 1396, fue un templo probablemente de madera, dedicado a Santa Ana, madre de la Virgen, patrona de Ana, la primera esposa de Vytautas el Grande. Proyectado para su uso por los católicos alemanes y otros visitantes, este templo fue destruido por un incendio en 1419. La actual iglesia se construyó de ladrillo por iniciativa del gran duque de Lituania Alejandro I entre 1495 y 1500 y se consagró en 1501. El exterior de la iglesia se ha mantenido prácticamente sin cambios desde entonces. En 1582, debido a los graves daños ocasionados por un incendio, se reconstruyó el interior, siendo financiadas las obras por Mikolaj Krzysztof Radziwiłł y Jerzy Radziwiłł. En 1747, la iglesia sufrió nuevas reparaciones bajo la supervisión del arquitecto Johann Christoph Glaubitz.
Según una leyenda muy conocida, en 1812 Napoleón, después de ver la iglesia durante la invasión napoleónica de Rusia, expresó su deseo de llevarse el templo a París en la «palma de su mano». La iglesia fue renovada en 1902-1909, cuando se descubrieron los arcos laterales y se reforzaron las paredes con hierro, y de nuevo entre 1960 y 1970, cuando se restauraron las torres. La reconstrucción más reciente se realizó se realizó en el año 2009, cuando se reemplazó la cubierta, se reforzaron elementos de la fachada y se reconstruyeron las agujas laterales.

## Arquitectura
El proyecto de construcción del templo se ha atribuido tanto a Enkinger Michael, arquitecto de una iglesia del mismo nombre en Varsovia, y a Benedikt Rejt, sin que exista constancia escrita que atestigüe ninguna de las atribuciones. La iglesia de Santa Ana forma parte de un conjunto, que comprende la iglesia gótica de San Francisco y el monasterio de San Bernardino.
Se empleó en la construcción de la iglesia un nuevo enfoque del ladrillo como material de construcción. La fachada principal, diseñada en estilo gótico flamígero, es su característica más llamativa, en la que los elementos y formas góticas tradicionales se usaron de forma singular; los arcos góticos están enmarcados por elementos rectangulares creando una fachada de formas proporcionadas y simétricas, que proporcionan una impresión de dinamismo. De acuerdo con el arquitecto e historiador del arte lituano, Vladas Drema, en la fachada de la iglesia, se repiten los patrones de los pilares de Gediminas, uno de los símbolos de la nación lituana. La iglesia tiene una sola nave y dos torres. Se construyó con 33 diferentes tipos de ladrillos de arcilla y pintados de rojo. El interior fue decorado en estilo barroco, así como su altar. El campanario de imitación neo-gótico fue construido en la década de 1870 según el proyecto del ruso Chagin.